# Omvriakī
Omvriakī (in greco Ομβριακή?) è un villaggio greco nell'unità periferica di Ftiotide nella Grecia Centrale. Omvriakī in precedenza era il capoluogo dell'ex comune di Xyniada, che ora è una frazione del comune di Domokos.